# Drive-through
Pour le mode de vente à emporter aussi appelé drive-through aux États-Unis, voir Drive (commerce).
Le drive-through — littéralement, « conduire à travers » — est une pénalité en compétition automobile.
Elle s'applique durant une épreuve et consiste en un passage obligatoire par les stands, sans s'arrêter mais en respectant la vitesse limite en vigueur sur cette partie du circuit.
Ce type de pénalité est courant en Formule 1 notamment. Cette sanction est plus légère qu'un stop-and-go qui induit en plus un arrêt aux stands de plusieurs secondes sans que les mécaniciens aient le droit de toucher à la voiture.
L'équivalent en sport motocycliste est appelé « ride-through ».